# Águilas de la Victoria
Águilas de la Victoria är en ort i Mexiko.   Den ligger i kommunen Xicoténcatl och delstaten Tamaulipas, i den centrala delen av landet, 400 km norr om huvudstaden Mexico City. Águilas de la Victoria ligger 71 meter över havet och antalet invånare är 295.
Terrängen runt Águilas de la Victoria är mycket platt. Runt Águilas de la Victoria är det ganska glesbefolkat, med 34 invånare per kvadratkilometer. Närmaste större samhälle är Ciudad Mante, 14,3 km söder om Águilas de la Victoria. Trakten runt Águilas de la Victoria består till största delen av jordbruksmark.